# Macaranga teysmannii
Macaranga teysmannii är en törelväxtart som först beskrevs av Heinrich Zollinger, och fick sitt nu gällande namn av Johannes Müller Argoviensis. Macaranga teysmannii ingår i släktet Macaranga och familjen törelväxter. Inga underarter finns listade i Catalogue of Life.